# Liste griechischer Phrasen/Gamma

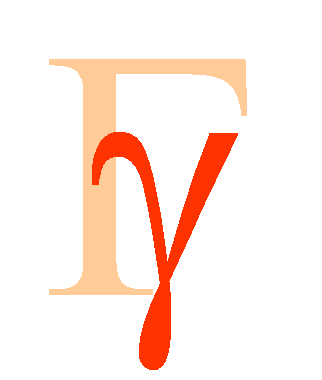
Gamma

## Γαλανόλευκη
Γαλανόλευκη
Galanolefki
„die Blauweiße“

Flagge Griechenlands

Nationalflagge 1822–1969 und 1975–1978

Umgangssprachliche Bezeichnung für die Flagge Griechenlands, die offiziell Σημαία της Ελλάδος Simasía tis Elládos genannt wird. Ein anderer Name ist Κυανόλευκη Kyanólefki, das ebenso mit „die Blauweiße“ zu übersetzen ist (vergleiche Cyan).
Die häufigste Auslegung ist, dass die Farben Blau und Weiß für Himmel und Meeresschaum stehen. Eine andere besagt, das Weiß stehe für die Reinheit des Kampfes der Unabhängigkeit. Das Kreuz steht für die christliche Tradition. Ursprünglich wurde nur die Version mit dem Kreuz in der Mitte verwendet, später kam die Streifenflagge als Seeflagge hinzu. Aufgrund der Bedeutung der Seefahrt für Griechenland wurde diese auch die Staatsflagge.
Die Farben lassen sich bis in das byzantinische Kaiserreich zurückführen. Sie waren die Farben des griechischen Freiheitskampfes. Das Blau variierte. Während der Zeit des Wittelsbacher-Königs Otto I. wurde ein Mittelblau bayrischen Ursprungs verwendet. Die Militärjunta setzte ein sehr dunkles Blau ein. Im modernen Flaggengesetz ist von einem Hellblau die Rede.
Die neun Streifen sollen für die neun Silben des Nationalmottos Ελευθερία ή Θάνατος! („Freiheit oder Tod!“) stehen.

## Γεια σου.
Γεια σου.
Gia sou.
„Hallo!“, „Tschüs!“
Neugriechische Grußformel, die sich herleitet aus υγεία ygía („Gesundheit“, vergleiche Hygiene) und σου sou („dein[e]“). Γεια σου Gia sou [ˈja suː] (Anhörenⓘ) bedeutet „hallo“. Spricht man zu mehreren Personen (bzw. zu jemandem, den man siezt), so lautet es Γεια σας Gia sas [ˈja sas] (Anhörenⓘ). Gleich als Nächstes kommt nach der Begrüßung nicht die Frage nach dem Befinden des Gegenübers, sondern:
„Was gibt es Neues?“ («Τί κάνεις;» „Tí kánis?“)
Die Formel Γεια μας [ˈja mas] (μας mas „unser“) bedeutet Prost und wird beim Anstoßen benutzt.

## Γελῶ δὲ ὁρέων γῆς περιόδους γράψαντας.

Weltkarte des Herodot

Weltkarte des Hekataios

Γελῶ δὲ ὁρέων γῆς περιόδους γράψαντας.
Gelō de horeōn ges periodous grapsantas.
„Ich lache, wenn ich sie ihre Erdkarten zeichnen sehe.“
Mit diesen Worten amüsiert sich Herodot in seinen Historien über die Weltkarten seiner Zeitgenossen. Im Kontext mit der Beschreibung Persiens und Asiens schreibt er:

«Γελῶ δὲ ὁρέων γῆς περιόδους γράψαντας πολλοὺς ἤδη καὶ οὐδένα νοονεχόντως ἐξηγησάμενον· οἳ Ὠκεανόν τε ῥέοντα γράφουσι πέριξ τὴν γῆν ἐοῦσαν κυκλοτερέα ὡς ἀπὸ τόρνου, καὶ τὴν Ἀσίην τῇ Εὐρώπῃ ποιεύντων ἴσην.»

„Ich lache, wenn ich sie ihre Erdkarten zeichnen sehe, viele Leute schon, von denen aber keiner die Sache vernünftig zu erklären weiß: sie zeichnen Okeanos, wie er rings um die Erde fließt, die kreisrund ist, wie mit einem Zirkel gestaltet, und Asien machen sie gleich groß wie Europa.“

Für Herodot stand es außer Frage, dass Europa viel größer als Asien war.
Hekataios von Milet unternahm zahlreiche Forschungsreisen nach Europa, Asien und Ägypten. Seine geografischen Kenntnisse erlaubten es ihm, die nicht mehr erhaltene Erdkarte von Anaximander so wesentlich zu verbessern, dass antike Quellen behaupteten, „dass es ein Wunder zu nennen sei“. Er sah die Erde kreisrund mit Delphi als Mittelpunkt der Welt.

## γέλως Μεγαρικός
γέλως Μεγαρικός
gelōs Megarikos
„megarisches Gelächter“
Lateinisch: risus Megaricus
Eine Art von derben Scherzen, bei denen man eher einen Freund als einen Witz opfert. Die Bewohner der attischen Hafenstadt Megara standen bei den Athenern in üblem Ruf.
Der Altphilologe Ulrich von Wilamowitz-Moellendorff schreibt 1878 in seiner Abhandlung Die megarische Komödie:

„Also eine Sorte von Komödien, welche auf der attischen Bühne nicht ungewöhnlich war, welche Aristophanes selbst angewandt hat (denn der Eingang der Frösche ist ein γέλως Μεγαρικός, wenn man, was mir gleichwohl unabweisbar scheint, hier einen Bezug auf eigne Stücke des Aristophanes leugnet), nennt er verächtlich einen aus Megara gestohlenen Schwank. Ist damit die Entstehung der Komödie in Megara zugegeben? das sei ferne. Hier ist dem Aristophanes der Witz schlecht, den er gleichwohl, um die Kinder zum lachen zu bringen, anwendet wo’s ihm passt, aber weil er schlecht ist, kann er nicht aus Athen stammen.“

## Γενηθήτω φῶς.
Γενηθήτω φῶς.
Genēthētō phōs.
„Es werde Licht!“

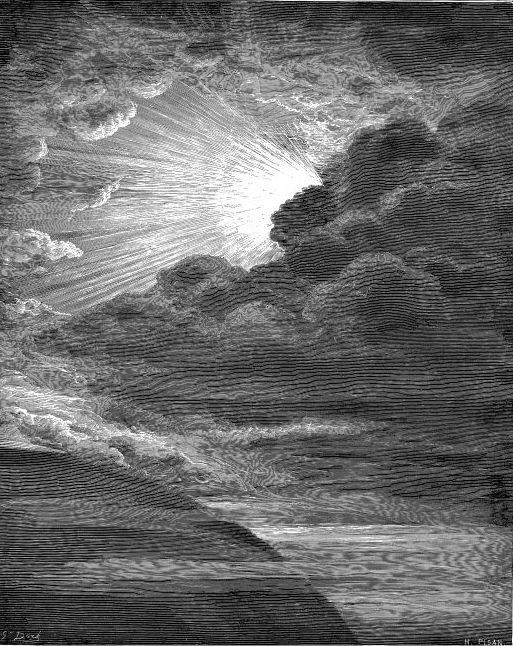
Γενηθήτω φῶς.
„Es werde Licht!“

Dieses Zitat aus der alttestamentlichen Schöpfungsgeschichte der Genesis ist eine wörtliche Übersetzung des hebräischen יְהִי אוֹר jehi or. Die lateinische Version ist „Fiat lux“. Es steht ganz am Anfang des Alten Testaments und ist die zentrale Aussage am ersten Schöpfungstag:

„1 Im Anfang erschuf Gott Himmel und Erde. 2 Die Erde war wüst und wirr und Finsternis lag über der Urflut und Gottes Geist schwebte über dem Wasser. 3 Gott sprach: Es werde Licht. Und es wurde Licht. 4 Gott sah, dass das Licht gut war. Und Gott schied das Licht von der Finsternis. 5 Und Gott nannte das Licht Tag und die Finsternis nannte er Nacht. Es wurde Abend und es wurde Morgen: erster Tag.“

## γενιά του ’30
γενιά του ’30
jenia tou ’30
„Generation von ’30“
Als Generation der 30er Jahre wird eine Gruppe von Schriftstellern bezeichnet, die im Jahrzehnt zwischen 1930 und 1940 in Griechenland literarisch in Erscheinung trat, einen Bruch mit der vorangegangenen Dichtergeneration erzwang und den Modernismus in der neugriechischen Literatur etablierte.
Im Jahr 1929 veröffentlichte Giorgos Theotokás einen Essay mit dem Titel Freier Geist (Ελεύθερο Πνέυμα), der zum Manifest der Generation der 30er Jahre wurde.

## Γένοιο οἷος ἔσσι.
Γένοιο οἷος ἔσσι. (Variante: Γένοι’ οἷος ἔσσι.)
Genoio hoios essi. (Variante: Genoi’ hoios essi.)
„Werde, der du bist!“

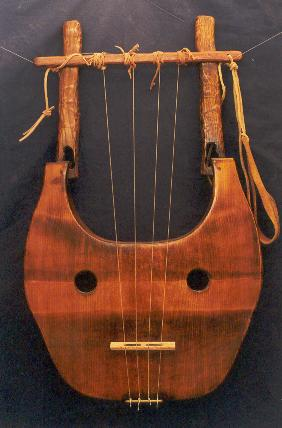
Phorminx

Mahnung des Dichters Pindar, neben «Γνῶθι σεαυτόν.» („Erkenne dich selbst!“) eine der berühmten Inschriften von Delphi. Damit ist die Entwicklung der Persönlichkeit mit dem Auftrag zur Selbsterkenntnis verbunden. Adressat dieser Aufforderung war Hieron I., der Herrscher von Syrakus und Sieger im Wagenrennen bei den Pythischen Spielen in Delphi.
Dieser Satz wird auch von Martin Heidegger in seiner Schrift Was ist Metaphysik? zitiert.
Die beiden Sätze kombiniert, bedeutet es:
„Erkenne, wer du im Kern deines Wesens bist, dann versuche es zu werden.“
Anlass des Chorliedes war der Sieg Hierons mit dem Viergespann, der kurz zuvor (etwa 475 v. Chr.) die Stadt Aitna (Αἴτνα) gegründet hatte. Zum König der Stadt bestellte er seinen Sohn und förderte Dichter wie Aischylos, Simonides von Keos, Bakchylides und eben Pindar. Wegen dieser Stadtgründung ließ er sich bei seinem Sieg in Delphi als Aitnaier ausrufen und Pindar erhielt den Auftrag, das Siegeslied zu dichten.
Pindar beginnt mit dem Lobpreis der Phorminx, deren Ton sogar Blitz und Adler einschläfert. Aber die mit den Göttern verfeindeten Ungeheuer versetzt sie in Angst und Schrecken.

## γῆ καὶ ὕδωρ
γῆ καὶ ὕδωρ
gē kai hydōr
„Erde und Wasser“
Die Perser unter Dareios II. verlangten von den griechischen Staaten Erde und Wasser als Zeichen ihrer Unterwerfung und schickten Herolde durch ganz Griechenland, um ihre Forderungen bekanntzugeben. Ein Großteil der Griechen folgte dieser Aufforderung, sich zu unterwerfen, auch Ägina, was sich zu einem innergriechischen Konflikt ausweitete. Die Athener benutzten diesen Vorwand, um die Ägineten in Sparta des Verrats zu verklagen. In den Historien des Herodot heißt es:

«οἵ τε δὴ ἄλλοι νησιῶται διδοῦσι γῆν τε καὶ ὕδωρ Δαρείῳ καὶ δὴ καὶ Αἰγινῆται. ποιήσασι δέ σφι ταῦτα ἰθέως Ἀθηναῖοι ἐπεκέατο, δοκέοντές τε ἐπὶ σφίσι ἐπέχοντας τοὺς Αἰγινήτας δεδωκέναι ὡς ἅμα τῷ Πέρσῃ ἐπὶ σφέας στρατεύωνται, καὶ ἄσμενοι προφάσιος ἐπελάβοντο, φοιτέοντές τε ἐς τὴν Σπάρτην κατηγόρεον τῶν Αἰγινητέων τὰ πεποιήκοιεν προδόντες τὴν Ἑλλάδα.»

„Die übrigen Inselbewohner nun gaben dem Dareios Erde und Wasser, insbesondere auch die Aigineten. Kaum aber hatten sie dies getan, so waren sogleich die Athener hinter ihnen, welche meinten, die Aigineten hätten aus Feindschaft gegen sie sich dem Perser übergeben, um zusammen mit diesem sie zu bekriegen. Sie ergriffen daher gern den Vorwand und gingen nach Sparta, wo sie die Aigineten des Verrats verklagten, den sie an Hellas begangen.“

Athen und Sparta waren die einzigen, die sich der Forderung nach Unterwerfung widersetzten, und sie töteten die Boten sogar. Die Spartaner warfen die Boten in einen Brunnen und sagten zu ihnen:

„Grabt selbst!“

Nach dieser Provokation rüstete Dareios zum Krieg.

## Γηράσκω δ’ αἰεὶ πολλὰ διδασκόμενος.
Γηράσκω δ’ αἰεὶ πολλὰ διδασκόμενος.
Gēráskō d’ aieì pollà didaskómenos.
„Ich werde alt und lerne immer noch Vieles dazu.“
Auf dieses Solon-Zitat nimmt Platon mehrfach Bezug. Es entspricht dem deutschen Sprichwort „Man lernt nie aus“ und lautet in der Kurzform:
Γηράσκω ἀεὶ διδασκόμενος.
Gēráskō aieì didaskómenos.
In seiner Schrift über das Greisenalter schreibt Marcus Tullius Cicero, der diese Worte im griechischen Original zitiert:

„Ein Gleiches habe ich gethan; denn ich habe mich noch als Greis mit der Griechischen Literatur bekannt gemacht, und ich ergriff sie so gierig, als ob ich einen langwierigen Durst zu stillen wünschte, und so sind mir gerade die Dinge bekannt geworden, die ihr mich jetzt als Beispiele anführen seht.“

Er geht weiter auf den Athleten Milon ein:

„Als dieser schon ein Greis war und Wettkämpfer sich auf der Rennbahn üben sah, soll er seine Arme angeschaut und weinend gesagt haben: »Ach, diese sind schon abgestorben!« Nein, nicht diese, sondern vielmehr du selbst, Schwätzer. Denn niemals bist du durch dich berühmt geworden, sondern durch deine Brust und deine Arme.“

Solon teilte das Leben in 12 Siebenjahres-Phasen ein. Ab dem 21. Lebensjahr beginnt die Blütezeit, mit 35 besteht der Höhepunkt der geistigen Klarheit, mit 50 Jahren dann der Höhepunkt der gesellschaftlichen Anerkennung. Im Alter von 63 Jahren beginnt der Abbau der vitalen Kräfte, doch will man an Erfahrungen zunehmen.

## Γίγνωσκε καιρόν.
Γίγνωσκε καιρόν.
Gignōske kairon.
„Erkenne den rechten Zeitpunkt!“

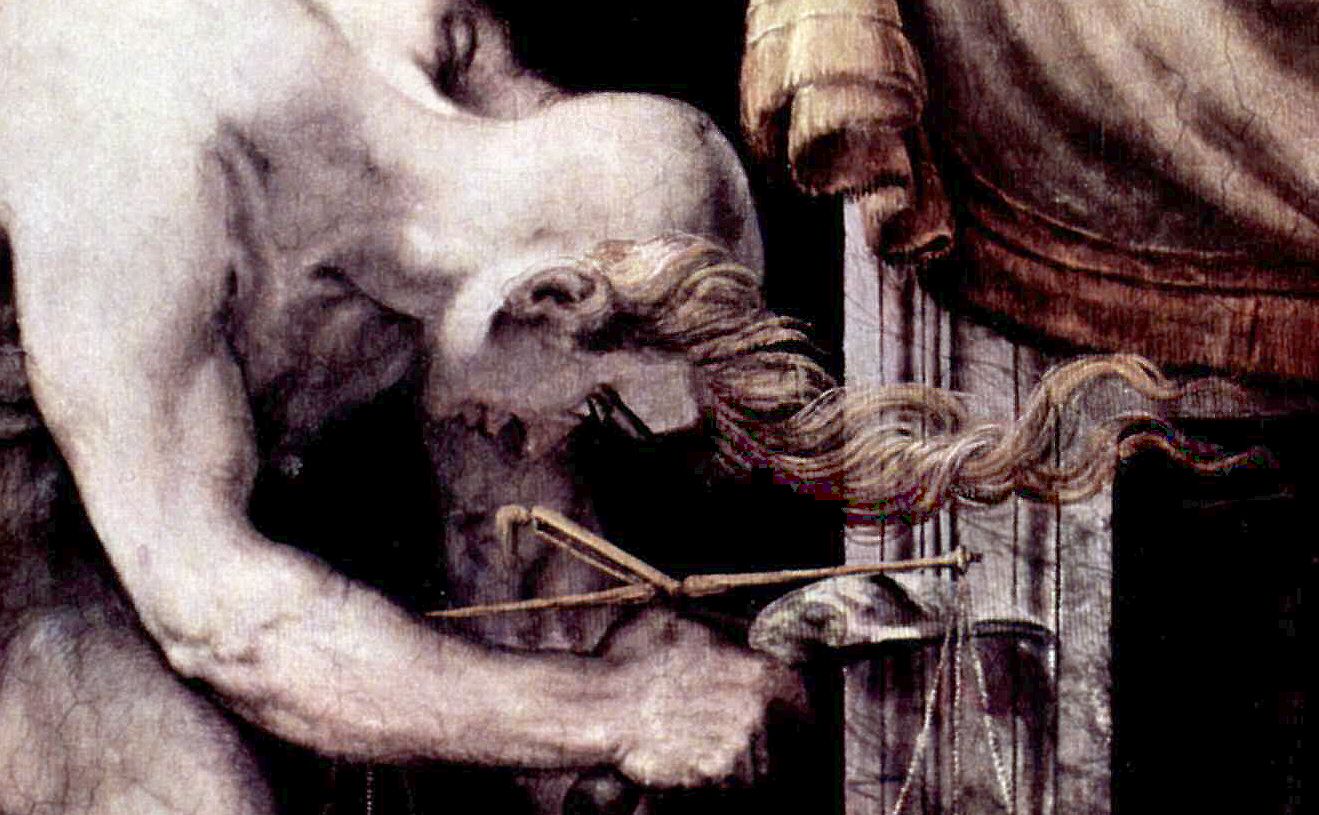
Francesco Salviati: Haarschopf des Kairos (Ausschnitt aus einem Fresko)

Ausspruch des Pittakos von Mytilene.
Der Gott des günstigen Augenblicks, Kairos (Καιρός), wird mit einem kahlen Hinterkopf und einem Haarschopf an der Stirn dargestellt, an dem man den günstigen Augenblick gut fassen konnte, worauf die Redewendung „die Gelegenheit beim Schopf fassen“ zurückgeht. Wenn die Gelegenheit vorbei ist, kann man sie am kahlen Hinterkopf nicht mehr fassen.
Ausgehend davon bezeichnet man in der Psychologie die Angst, Entscheidungen zu fällen, die Situationsangst bei Nervenschwachen, als Kairophobie.
- Lateinisch: “Tempus nosce” oder “Nosce tempus”.
- Neugriechisch: Αρπάζω μια ευκαιρία απὸ τα μαλλιά. Armazo mia evkeria apo ta mallia. („Ich ergreife eine Gelegenheit an den Haaren.“)
- Deutsch: „Was du dem Augenblicke ausgeschlagen, | Bringt keine Ewigkeit zurück.“ (Friedrich Schiller)

## Γίνεται δὲ κατὰ τοῦτον τὸν χρόνον Ἰησοῦς …
Γίνεται δὲ κατὰ τοῦτον τὸν χρόνον Ἰησοῦς …
Ginetai de kata touton ton chronon Iesous …
„Um diese Zeit lebte Jesus …“
Beginn des Testimonium Flavianums, das „Zeugnis“ (lateinisch testimonium) des jüdischen Historikers Flavius Josephus über Jesus von Nazaret. Es ist enthalten in dessen Antiquitates Judaicae („Jüdische Altertümer“) und wurde im Jahr 93 n. Chr. veröffentlicht. Es handelt sich dabei um die erste außerchristliche Belegstelle, die Jesus erwähnt, und sie weist darauf hin, dass Josephus Kenntnisse vom frühen Christentum besaß. Im Kontext heißt es:

«Γίνεται δὲ κατὰ τοῦτον τὸν χρόνον Ἰησοῦς, σοφὸς ἀνήρ, εἴγε ἄνδρα αὐτὸν λέγειν χρή· ἦν γὰρ παραδόξων ἔργων ποιητής, διδάσκαλος ἀνθρώπων τῶν ἡδονῇ τἀληθῆ δεχομένων, καὶ πολλοὺς μὲν Ἰουδαίους, πολλοὺς δὲ καὶ τοῦ Ἑλληνικοῦ ἐπηγάγετο· ὁ Χριστὸς οὗτος ἦν. καὶ αὐτὸν ἐνδείξει τῶν πρώτων ἀνδρῶν παρ᾿ ἡμῖν σταυρῷ ἐπιτετιμηκότος Πιλάτου, οὐκ ἐπαύσαντο οἱ τὸ πρῶτον ἀγαπήσαντες· ἐφάνη γὰρ αὐτοῖς τρίτην ἔχων ἡμέραν πάλιν ζῶν, τῶν θείων προφητῶν ταῦτά τε καὶ ἄλλα μυρία περὶ αὐτοῦ θαυμάσια εἰρηκότων. εἰς ἔτι τε νῦν τῶν Χριστιανῶν ἀπὸ τοῦδε ὠνομασμένον οὐκ ἐπέλιπε τὸ φῦλον.»

„Um diese Zeit lebte Jesus, ein Mensch voll Weisheit, wenn man ihn überhaupt einen Menschen nennen darf. Er tat nämlich ganz unglaubliche Dinge und war der Lehrer derjenigen Menschen, welche gern die Wahrheit aufnahmen; so zog er viele Juden und viele aus dem Heidentum an sich. Er war der Messias. Auf Anklage der Vornehmen bei uns verurteilte ihn Pilatus zwar zum Kreuzestode; gleichwohl wurden die, welche ihn früher geliebt hatten, auch jetzt ihm nicht untreu. Er erschien ihnen nämlich am dritten Tage wieder lebend, wie gottgesandte Propheten neben tausend anderen wunderbaren Dingen von ihm verkündet hatten. Noch bis jetzt hat das Volk der Christen, die sich nach ihm nennen, nicht aufgehört.“

## γλαῦκ’ Ἀθήναζ’

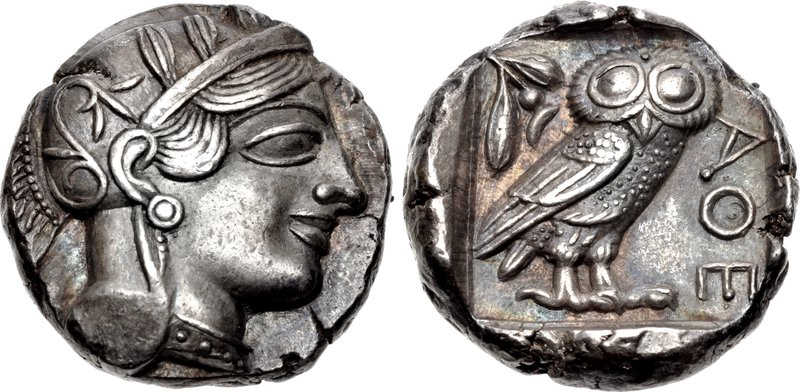
Griechische Drachme mit Eulendarstellung

γλαῦκ’ Ἀθήναζ’ / γλαῦκ’ Ἀθήναζε (spätere Variante)
glauk’ Athēnaz’ / glauk’ Athēnaze (γλαῦκ’ glauk’ – Singular, Verkürzung von γλαῦκα glauka)
γλαῦκ’ εἰς Ἀθήνας
glauk’ eis Athēnās
„Eule nach Athen“
Lateinisch: ululas Athenas (ululas – Plural)
Die Redewendung – bekannt als „Eulen nach Athen tragen“ – steht für eine überflüssige Tätigkeit. Sie geht auf den Dichter Aristophanes zurück, der den Ausspruch in seiner Komödie „Die Vögel“ prägte. Dort wird in Vers 301 eine herbeifliegende Eule mit den folgenden Worten kommentiert:
Τίς γλαῦκ’ Ἀθήναζ’ ἤγαγεν;
Tis glauk’ Athénaz’ égagen?
„Wer hat eine Eule nach Athen gebracht?“
In der Übersetzung von Ludwig Seeger heißt es:
Pisthetairos: „Siehst du dort die Eul’?“
Euelpides: „Ich bitte, »bringt man Eulen nach Athen«?“
Die Version γλαῦκ’ εἰς Ἀθήνας glauk’ eis Athēnās wurde mehrfach von Cicero in Briefen verwendet (in Griechisch). Um 1500 hat Erasmus von Rotterdam sie gemeinsam mit der lateinischen Übersetzung in seiner Sprichwörtersammlung, den Adagia, aufgezeichnet. Er erwähnt auch, dass Lukian (2. Jahrhundert n. Chr.) die Wendung in seinem Werk Nigrinus (Νιγρίνου Φιλοσοφία Nigrinou Philosophia) verwendet habe.
Eulen gab es als Symbol der Göttin Athene, der Schutzgöttin der Stadt, sehr viele. Wahrscheinlich ist auch, dass Aristophanes sich auf die Münzen bezog, auf denen eine Eule geprägt war. Aristophanes bezeichnete es als überflüssig, ins reiche Athen Silbermünzen (mit der Eule) zu schicken und schrieb deshalb: „An Eulen aus Laurion wird es euch nie mangeln.“ „Laurion“ steht hier metonymisch für die dortigen Silberminen und daher für die Münzen.

## γλαύκειον ᾠόν
γλαύκειον ᾠόν
glaukeion ōon
„Eulenei“
Lateinisch: noctuinum ovum

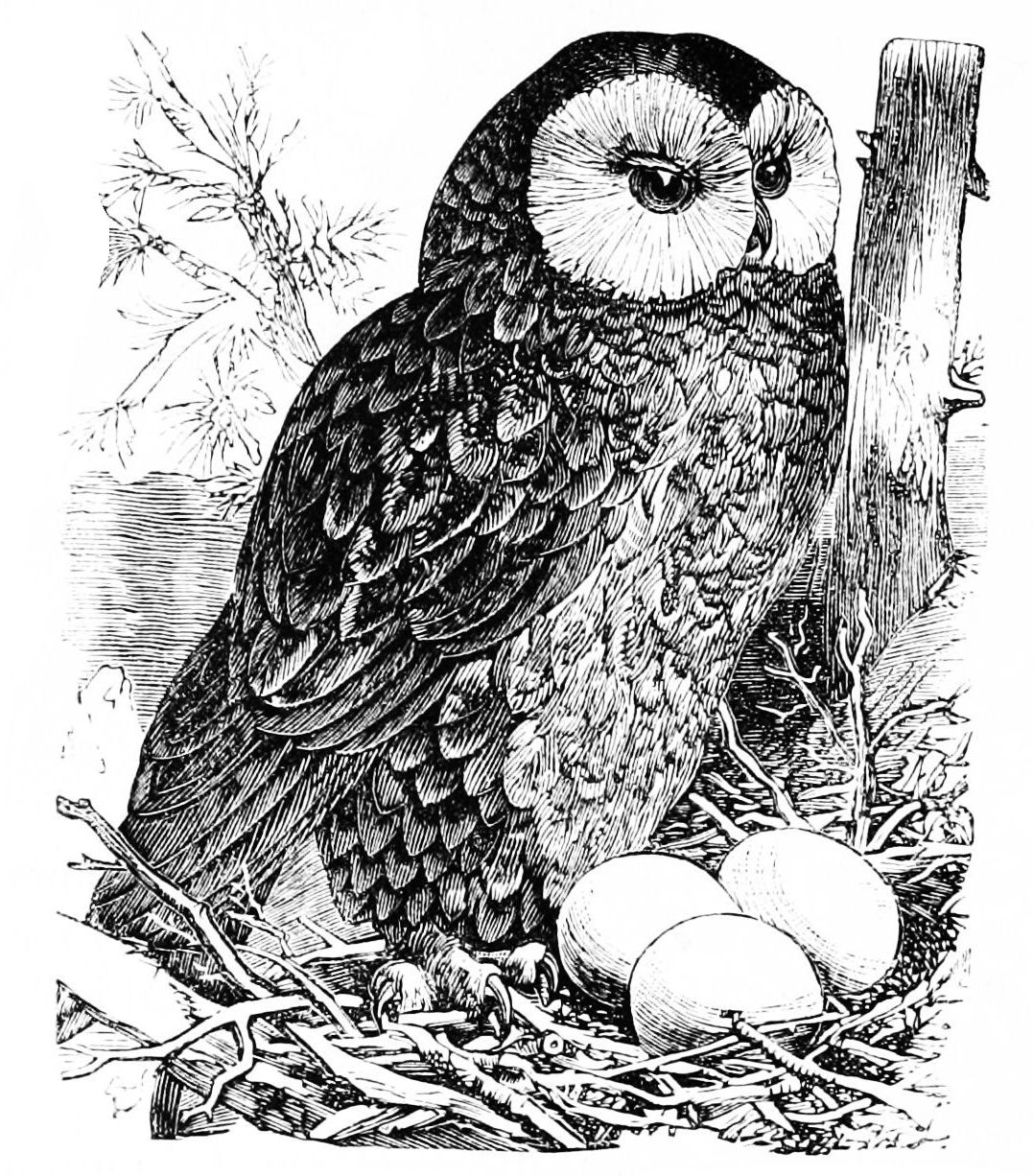
Eule mit Gelege

Zitat aus der Sprichwörtersammlung Adagia des Erasmus von Rotterdam.
Bezeichnung für etwas sehr Seltenes und schwer zu Findendes, da man in der Antike glaubte, dass Eulen keine Eier legten.

## γλωσσικό ζήτημα
γλωσσικό ζήτημα
glossikó zítima
„Sprachstreit“
Die griechische Sprachfrage (Kurzform: το γλωσσικό to glossikó) war die Auseinandersetzung um die Frage, ob die neugriechische Volkssprache (Dimotiki) oder die antikisierende Hochsprache (Katharevousa) offizielle Sprache der griechischen Nation sein solle. Der Streit begann im 19. Jahrhundert und wurde erst 1976 zugunsten der Volkssprache entschieden, die seitdem Amtssprache Griechenlands (und Zyperns) ist. Der Dichter Adamantios Korais beschritt einen Mittelweg (μέση οδός mési odós) und schrieb 1804:
„Wir schreiben für unsere griechischen Landsleute von heute, nicht für unsere toten Vorfahren.“
Vertreter der Katharevousa beschimpften Demotizisten als „μαλλιαροί malliari“ („Langhaarige“) und „ἀγελαῖοι agelei“ („Herdentiere“), während die Anhänger der Volkssprache ihre Widersacher umgekehrt als „σκοταδιστές“ (skotadistes „in geistiger Finsternis Lebende“) und „ἀρχαιόπληκτοι“ (archeoplikti „Altertümler“) bezeichneten.

## Γνῶθι σεαυτόν.
Γνῶθι σεαυτόν.
Gnōthi seauton.
„Erkenne dich selbst!“

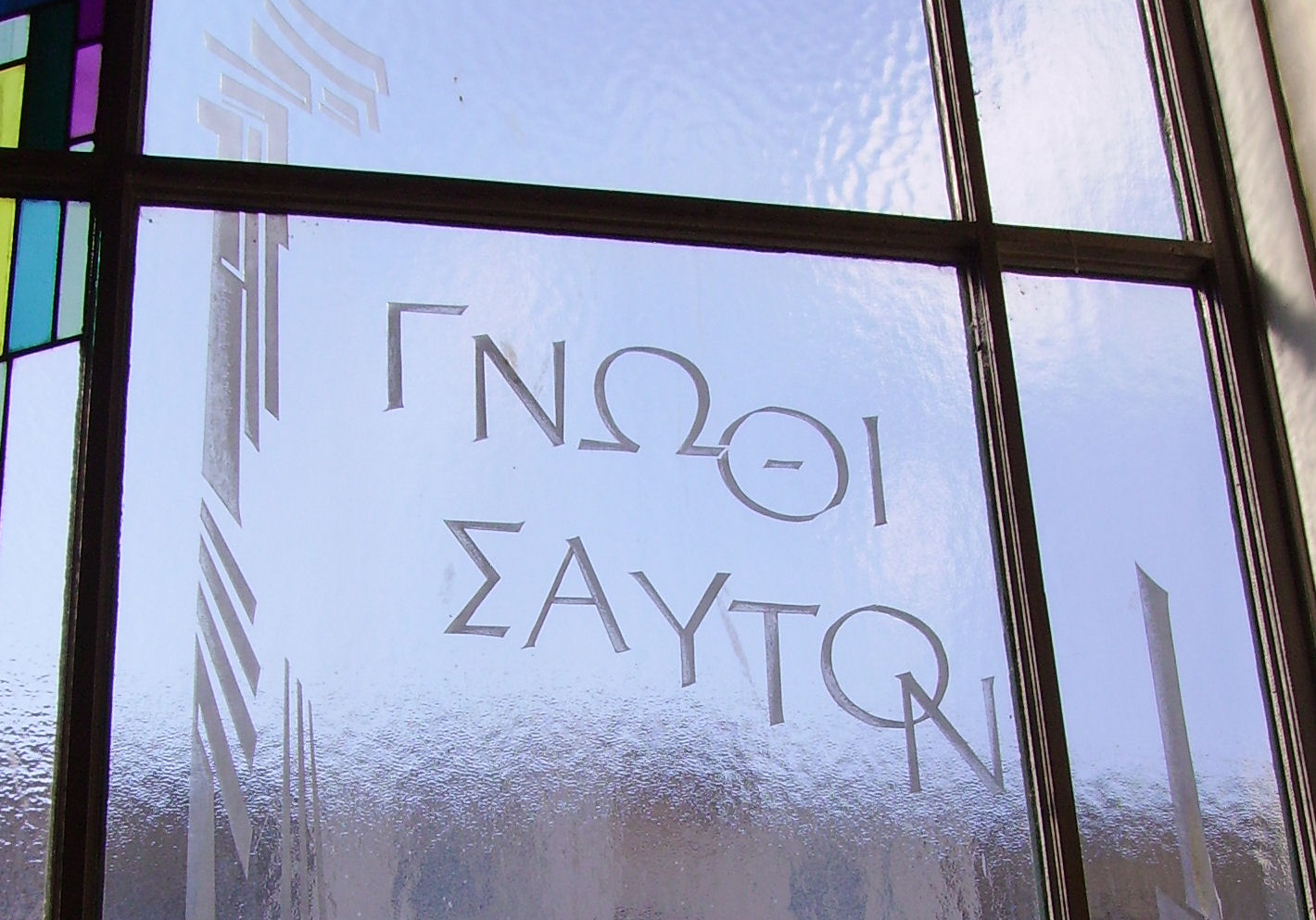
Gnôthi sautón im Kulturhaus der Stadt Ludwigshafen am Rhein

Motto über dem Eingang zum Apollo-Tempel bei Delphi. „Erkenne dich selbst!“ ist die mittlere der drei apollonischen Weisheiten, neben
- „Du bist.“ Siehe Εἶ.

und
- „Nichts im Übermaß!“ Siehe Μηδὲν ἄγαν.

Dieser Satz wird dem Weisen Chilon von Sparta, aber auch drei weiteren Personen zugeschrieben: Thales, Pythagoras und Solon.
Die Forderung, sich selbst zu erkennen, bedeutete ursprünglich, zu erkennen, dass man als Mensch kein Gott sei. Später findet sich die Deutung, dass sich der Mensch bewusst sein solle, sterblich zu sein. Sokrates entwickelt daraus das Prinzip der Selbsterkenntnis als Vorbedingung der philosophischen Erkenntnis und Weisheit.
Durch Elision entstand die Variante Γνῶθι σαυτόν Gnṓthi sautón.

## Γόρδιος δεσμός
Γόρδιος δεσμός
Gordios desmos
„Gordischer Knoten“

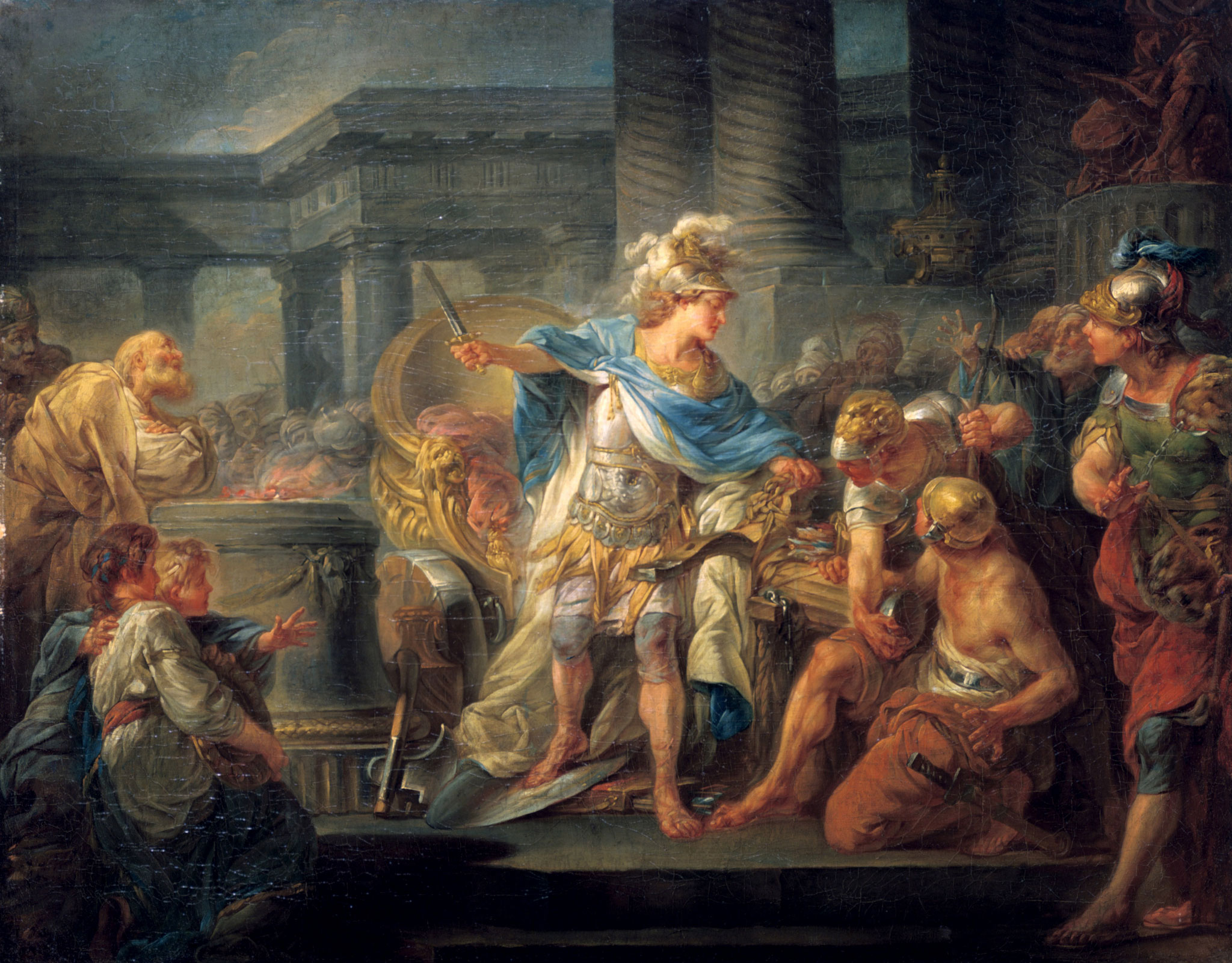
Jean-Simon Berthélemy: Alexander der Große durchtrennt den Gordischen Knoten

Der Ausdruck bezeichnet ursprünglich der Legende nach kunstvoll verknotete Seile, die am Streitwagen des Königs Gordios von Phrygien durch die Götter befestigt waren. Sie sollten die Deichsel des dem Zeus geweihten Wagens untrennbar mit dem Zugjoch verbinden.
Alexander der Große soll diesen Knoten einfach mit seinem Schwert durchschlagen und damit seinen Siegeszug durch Asien eingeläutet haben. Es existiert jedoch auch eine andere Überlieferung, der zufolge Alexander den Knoten durch Schläue gelöst haben soll, weil er erkannte, dass er nur den Pflock herauszuziehen brauche, damit der Knoten in sich zusammenfällt.

## γραφὴ παρανόμων
γραφὴ παρανόμων
graphē paranomōn
„Klage gegen gesetzwidrige Beschlüsse“
Die Graphe paranomon war eine Klageart im antiken Athen, die der Überprüfung eines Gesetzes oder sonstigen Beschlusses der Volksversammlung diente. Sie wurde um das Jahr 415 v. Chr. eingeführt und kann als Ersatz für das Scherbengericht angesehen werden, das zu derselben Zeit abgeschafft wurde. Dahinter stand die Überlegung, dass Beschlüsse nicht in Widerspruch zu einem Gesetz und ein neues Gesetz nicht in Widerspruch zu einem bereits geltenden stehen sollte. Sobald jemand unter Eid ankündigte, er werde eine solche Klage anhängig machen, war das Gesetzgebungsverfahren oder der Beschluss bis zur Entscheidung über die Klage suspendiert. Diese Klage ähnelt einem Normenkontrollverfahren, wie es viele moderne Rechtsordnungen kennen.
Die Klage hatte eine doppelte Funktion:
1. Zum einen diente sie der Sicherung der Rechtsstaatlichkeit.
2. Zum anderen bot sie rivalisierenden Politikern eine Waffe, mit der sie einander schaden konnten.

Hatte die Klage Erfolg, hatte dies auch eine Strafe für denjenigen zur Folge, der das Gesetz vorgeschlagen hatte.

## Γρηγορεῖτε καὶ προσεύχεσθε.

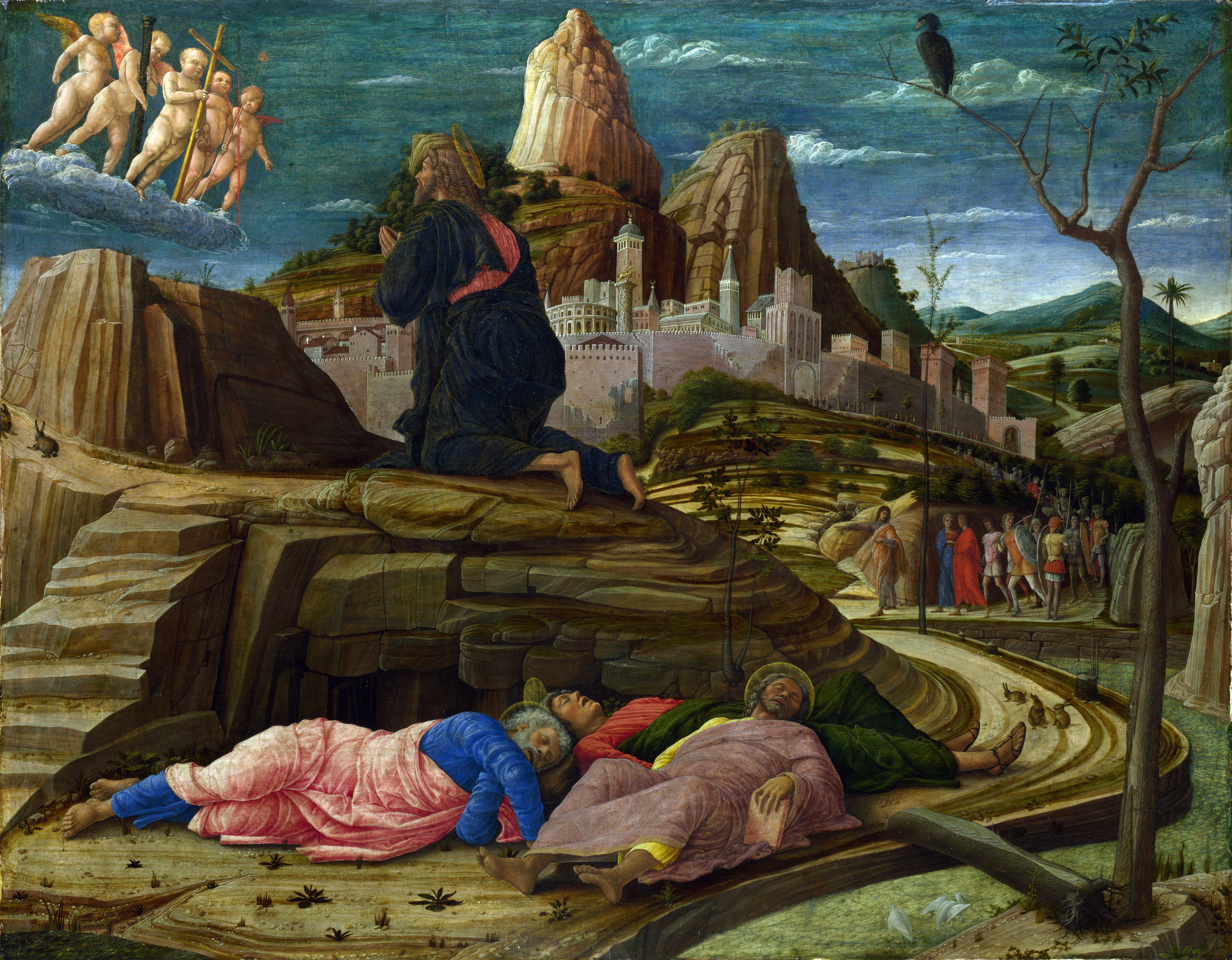
Andrea Mantegna: Christus am Ölberg im Garten Gethsemane

Γρηγορεῖτε καὶ προσεύχεσθε, ἵνα μὴ εἰσέλθητε εἰς πειρασμόν.
Grēgoreite kai proseuchesthe, hina mē eiselthēte eis peirasmon.
„Wachet und betet, damit ihr nicht in Versuchung geratet.“
Mit diesen Worten weckte Jesus im Garten Getsemani seine schlafenden Jünger.
In Detlev von Liliencrons Ballade „Legende“ wird seine Einsamkeit vor dem Verrat durch Judas Iskariot verarbeitet:
Als der Herr in Gethsemane

auf Knieen lag im schwersten Weh,

als er sich hob, nach den Jüngern zu schauen,

ließ er die Tränen niedertauen:

Er fand sie schlafend, und mit den Genossen

hatte selbst Petrus die Augen geschlossen.

Zum zweitenmal sucht er die Seinen dann,

die liegen noch immer in Traumes Bann,

und zum dritten, allein im Schmerz,

zeigt er Gott das kämpfende Herz.

## Γύγου δακτύλιος
Γύγου δακτύλιος
Gygou daktylios
„(der) Ring des Gyges“

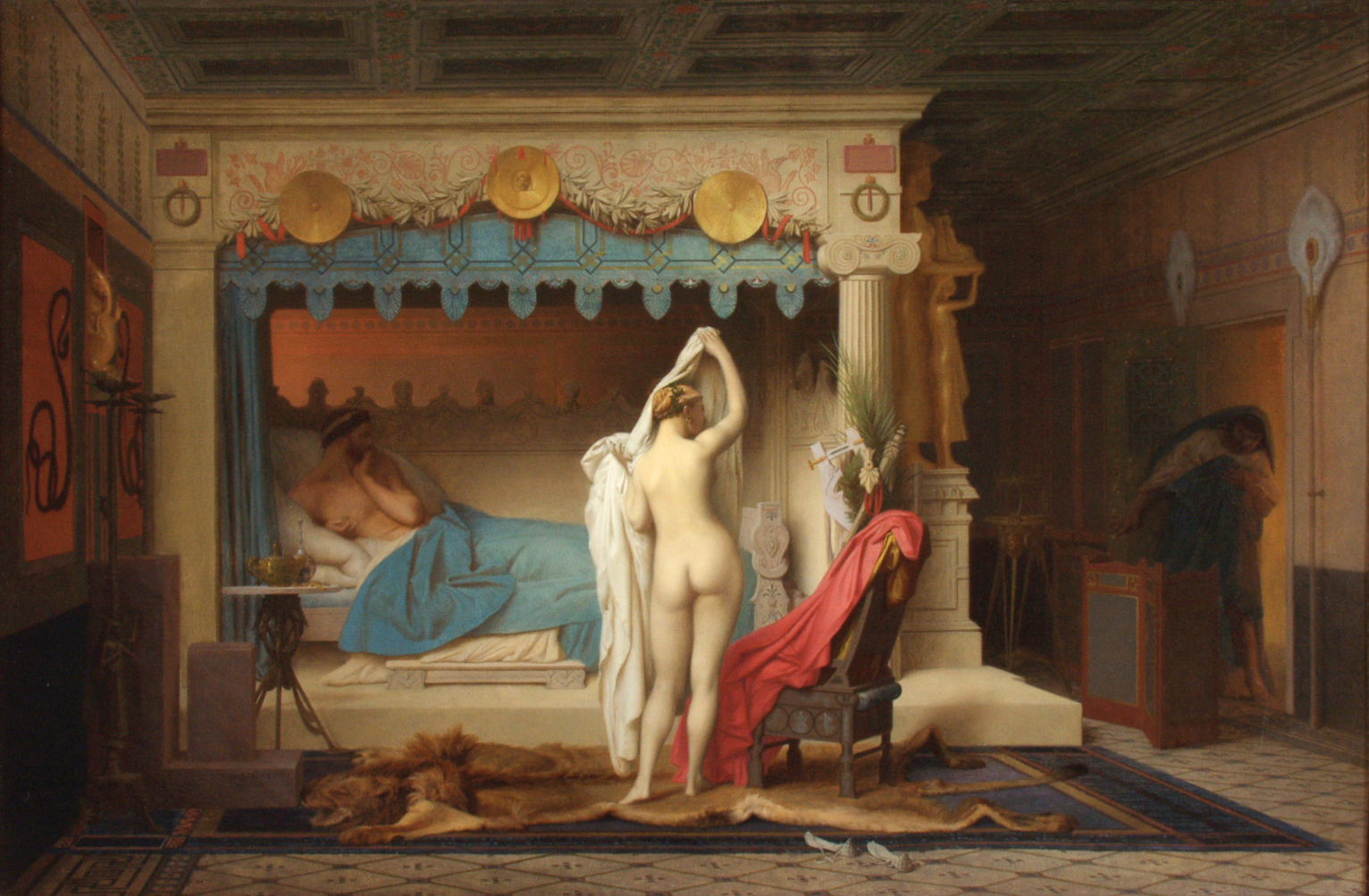
Jean-Léon Gérôme: Der König Kandaules

Gyges war ein historisch belegter, aber auch sagenumwobener König des kleinasiatischen Lydien. Er gilt als Begründer der Mermnaden-Dynastie, die fünf Generationen später mit dem ebenfalls sagenumwobenen König Krösus unterging.
Die Geschichte seiner Machtergreifung ist in unterschiedlichen Varianten überliefert. In der Variante von Platon steigt Gyges mit Hilfe eines magischen Ringes vom einfachen Hirten zum König auf: Der Hirte Gyges entdeckte eines Tages in einer Erdspalte, die sich nach einem Erdbeben gebildet hatte, eine Höhle, in der er ein hohles Pferd aus Bronze und darin einen übermenschlich großen Leichnam fand, von dessen Finger er einen Ring abzog. Als er an diesem Ring drehte, wurde er unsichtbar. Am Königshof verführte er mit Hilfe dieses Ringes die Königin, tötete den König Kandaules und riss die Herrschaft an sich.
Platons Version wurde von der Antike bis in die Neuzeit vielfach literarisch bearbeitet.

## γυμνῇ κεφαλῇ
γυμνῇ κεφαλῇ
gymnē kephalē
„mit unbedecktem Haupt“
Lateinisch: nudo capite
Der Humanist Erasmus von Rotterdam schreibt in seiner Sprichwörtersammlung Adagia:

„Etwas unbedeckten Hauptes tun heißt, daß man es offen und ohne alle Scham tut. Denn wenn einer etwas tat, dessen er sich schämen mußte, pflegte er sein Haupt zu verhüllen.“

So verhüllt Sokrates in Platons Dialog Phaidros sein Haupt, als er von der Schmähung des Eros spricht und der Dichter Christian Friedrich Daniel Schubart schreibt in seinen autobiografischen Erinnerungen Leben und Gesinnungen:

„Ich stürzte von Schande in Schande, ward unverschämt, geil, träge zum Guten, froh daß ich die papierne Schanze des Unglaubens zur Bedekung meiner Ausschweifungen aufwerfen konnte, erstikte sogar das Menschengefühl, ward ein Rebell, der sich γυμνῆ κεφαλῆ, mit hohem Haupte, gegen alles Heilige empörte und endlich, mit allen meinen schönen Gaben, mir und meinen Freunden zur Last wurde.“

## γυμνὸς ὡς ἐκ μητρός
γυμνὸς ὡς ἐκ μητρός
gymnos hōs ek mētros
„nackt wie aus dem Mutterleib“
Lateinisch: nudus ut ex matre
Der Humanist Erasmus von Rotterdam schreibt in seinen Adagia zu dieser Redewendung:

„Nackt wie aus dem Mutterleib ist eine sprichwörtliche Hyperbel für einen ganz armen Teufel. Denn nackt, wie sonst kein anderes Lebewesen, kommen wir zur Welt, nicht einmal mit Haaren bedeckt, geschweige denn mit Kleidern.“